# Vladimir Dragičević
Vladimir Dragičević, (nacido el 30 de mayo de 1986 en Cetiña, Montenegro) es un jugador de baloncesto montenegrino que juega de ala-pívot o pívot. Actualmente es jugador del Aris Salónica BC griego de la A1 Ethniki.

## Carrera deportiva
Vladimir debuta con solo 21 años en la temporada 2007-08 con el club montenegrino del Buducnost Podgorica, en la liga Adriática, en su mejor partido contra el Zadar croata logra 20 puntos con 3 de 4 en triples, y 5 de 8 en tiro de 2 puntos, siendo tan joven tiene pocos minutos en esta temporada.
En la siguiente temporada 2008-2009, sigue teniendo pocos minutos y de luego ante el Zadar realiza su mejor partido con 14 puntos, y un 7 de 9 en tiros de 2 muy bueno, tiene un 76,7 % en tiro de 2 puntos durante esta temporada lo cual está muy bien, y promedia también 5 rebotes por partido, ya en la temporada 2009-2010, crece sus minutos en el equipo montenegrino, y lo aprovecha muy bien, teniendo muy buenas actuaciones en varios partidos.
En la temporada 2010-2011 concluye la fase regular de la competición clasificando al Buducnost Podgorica de forma brillante para la final four en Eslovenia, consiguiendo un récord reboteador 10 rebotes ante el Radnički serbio. Dragičević juega con el Buducnost Podgorica la competición del Eurochallenge 2010 dónde su club quedó eliminado en la fase regular de la competición.
En 2011 el Caja Laboral Baskonia ha presentado en el Buesa Arena a Vladimir Dragicevic como refuerzo que llega al equipo de Duško Ivanović para el tramo final de la temporada.

## Selección nacional
Con la selección de Montenegro ha conseguido de forma muy brillante la clasificación para el Eurobasket de 2011 en Lituania 2011 su primer Eurobasket, dónde les ha tocado el grupo C compartiendo equipo junto con Nikola Peković, con Vladimir Dašić o con el nacionalizado Omar Cook.

## Clubs
- 2007-11 YUBA. SCG. Buducnost Podgorica.
- 2010-11 ACB. Caja Laboral Baskonia.
- 2011-13 SBR. BC Spartak de San Petersburgo.
- 2013-14 PLK. Stelmet Zielona Góra.
- 2014-2015 TBL. Banvit Basketbol Kulübü.
- 2015-2016 TBL. TED Kolejliler.
- 2016-2018  PLK. Stelmet Zielona Góra.
- 2018-2019  VTB League. BC Nizhni Nóvgorod.
- 2019-  A1 Ethniki. Aris Salónica BC.

## Palmarés
- Campeón de la copa de Montenegro 2008, 2009,2010 y 2011
- Campeón de la liga de Montenegro 2007-2008,2008-2009 y 2009-2010